# Gbenga Oluokun
Gbenga Oluokun (* 14. Juni 1983 in Oyo, Nigeria) ist ein nigerianischer Profiboxer.

## Amateurlaufbahn
Oluokun gewann 2003 im Superschwergewicht mit einem Finalsieg gegen Mohamed Aly Reda die Goldmedaille bei den Afrikaspielen in Abuja und nach einer Halbfinalniederlage gegen Rustam Saidov eine Bronzemedaille bei den Afro-Asian Games in Hyderabad.
Bei den Olympischen Spielen 2004 in Athen schied er im Achtelfinale gegen den späteren Bronzemedaillengewinner Roberto Cammarelle aus.

## Profilaufbahn
Er begann seine Profilaufbahn 2005 in Deutschland und gewann 16 Kämpfe in Folge, ehe er im April 2009 gegen Mahmoud Charr unterlag. In seinem nächsten Kampf erzielte er den bedeutendsten Sieg seiner Laufbahn, als er im August 2009 in Halle (Westf.) einstimmig gegen den bei Sauerland Event unter Vertrag stehenden Lamon Brewster gewann.
Nach folgenden Niederlagen gegen René Dettweiler, Kubrat Pulew, Robert Helenius und Oleh Platow, siegte er im November 2010 in Stralsund vorzeitig gegen Konstantin Airich, was sein bislang letzter bedeutender Erfolg blieb.
Bis 2015 war er unter anderem noch Aufbaugegner von Carlos Takam, Wjatscheslaw Hlaskow, Erkan Teper, Edmund Gerber, Agit Kabayel, Mariusz Wach und Krzysztof Zimnoch, ehe er seine Karriere unterbrach und erst ab Februar 2021 in Nigeria fortsetzte. Im März 2023 verlor er gegen seinen Landsmann Solomon Adebayo, im Februar 2024 gegen Kabiru Towolawi.